# Somhlolo National Stadium
Le Somhlolo National Stadium est un stade omnisports situé en Eswatini, à Lobamba, la capitale du pays. Il est principalement destiné à la pratique du football.
Le stade, doté d'une capacité de 20 000 places et inauguré en 1968, sert de domicile pour l'équipe d'Eswatini de football et pour les clubs de football du Green Mamba, des Mbabane Highlanders et des Malanti Chiefs, ainsi que pour l'équipe d'Eswatini de rugby à XV[réf. nécessaire].
Il porte le nom du roi Sobhuza Ier dit « Somhlolo », illustre roi du Swaziland du XIXe siècle.

## Histoire
Le stade ouvre ses portes en 1968.